# Rio Anglin
O rio Anglin é um rio com 91 km de comprimento, nos departamentos de Creuse, Indre e Vienne, na França. Nasce perto de Azerables e corre em geral para noroeste. É afluente pela margem direita do rio Gartempe, no qual conflui perto de Angles-sur-l'Anglin.  
Os seus principais afluentes são os rios Salleron, Abloux e Benaize.
O Anglin é um dos poucos "rios selvagens" da França, sem represamento de águas. O castelo de Anglin, em Angles-sur-l'Anglin e datado do século XI, fica nas suas margens.  
Atravessa os seguintes departamentos e comunas:
- Creuse: Azerables
- Indre: Mouhet, La Châtre-Langlin, Chaillac, Dunet, Lignac, Chalais, Bélâbre, Mauvières, Saint-Hilaire-sur-Benaize, Concremiers, Ingrandes, Mérigny
- Vienne: Saint-Pierre-de-Maillé, Angles-sur-l'Anglin